# Domaine d'activité stratégique
Pour les articles homonymes, voir DAS.
Un domaine d'activité stratégique, ou DAS, est une sous-partie d'une organisation dédiée à un marché spécifique, confrontée à des conditions concurrentielles spécifiques, et qui doit déployer une stratégie concurrentielle particulière.
Le concept a été inventé en 1968 par Fred Borch, P-DG de la General Electric avec l'aide du cabinet de conseil McKinsey sous le nom de Natural Business Unit rebaptisée Strategic Business Unit (SBU) dans le cadre de leur matrice stratégique à 9 cases.
C'est un concept majeur de stratégie d'entreprise.
Un DAS est une sous-partie d'une organisation à laquelle il est possible :
- d'allouer ou de retirer des ressources de manière indépendante (sans affecter l'activité du reste de l'organisation),
- d'assigner une stratégie générique : domination par les coûts, différenciation ou focalisation  (selon Michael Porter).

## Les niveaux de la stratégie
Il est rare qu'une entreprise — a fortiori les grandes entreprises — soit mono-activité, c'est-à-dire ne soit présente que sur un seul DAS :
- Yamaha (8 catégories de produits différents : motos, VTT, motoneiges, instruments de musique, moteurs hors-bord, nautisme, Hi-Fi, Électronique) ;
- groupe Volkswagen (12 marques) ;
- groupe Renault (4 marques : Renault, Alpine, Dacia et RSM) et trois logos.

Pour autant, certaines entreprises de plus petite taille ne sont présentes que sur un seul DAS, même si elles proposent toute une gamme de produits ou services. L'important pour distinguer des DAS, c'est que chacun implique une approche stratégique différente. Si deux activités d'une entreprise reposent sur les mêmes fondements stratégiques, elles appartiennent vraisemblablement au même DAS.

## Enjeux du découpage en DAS
Sachant qu'une organisation ou une entreprise peut opérer sur un ou plusieurs marchés ou secteurs d'activité, mais que chacun de ses DAS ne peut adopter qu'une seule stratégie générique, on comprend l'importance pour une organisation de savoir combien de DAS elle comporte et de délimiter clairement leur périmètre.

- Ce découpage en DAS constitue donc une étape primordiale dans la démarche de la stratégie d'entreprise : c'est en effet le préalable indispensable à toute allocation de ressources (financières, humaines, technologiques, etc.) .
- Sur le plan structurel, chaque DAS doit normalement correspondre à une subdivision organisationnelle (filiale, division, etc.).
- La segmentation en DAS est antagoniste avec la notion de synergie : plus les synergies sont importantes entre les différentes activités d'une entreprise (par exemple les plateformes de véhicules communes entre Renault et Dacia, qui partagent également le même réseau de distribution, les Dacia étant même vendues sous la marque Renault dans de nombreux pays), plus il est difficile de la scinder en DAS distincts (la modification d'une plateforme ou du réseau de distribution a un impact sur les deux marques).

### Segmentation stratégique et segmentation marketing
La segmentation stratégique des activités en DAS ne doit pas être confondue avec la segmentation marketing : celle-ci consiste à segmenter non plus les activités, mais les marchés qui correspondent aux DAS prédéfinis par la réflexion stratégique. La segmentation marketing vise l'identification des segments de ces marchés.
La segmentation marketing s'opère :
soit à partir du repérage des couples « client/produit » quand il s'agit de réaliser un ciblage
soit par détection des couples « marché/offres » existants quand il s'agit de réactualiser un positionnement.
La segmentation marketing se caractérise par un découpage beaucoup plus fin que la segmentation stratégique. Chez Renault, par exemple, la gamme de véhicules pour particuliers (hors utilitaires et compétition) ne comprend ainsi qu'un seul DAS : tous les modèles sont élaborés dans les mêmes centres de conception, fabriqués dans les mêmes usines et vendus dans le même réseau de distribution. En revanche, pour son seul modèle " Mégane ", Renault commercialise plusieurs dizaines de versions, chacune étant censée viser un segment de clientèle spécifique.

## Comment repérer et définir un DAS?
Un DAS est une activité ou un sous-ensemble d'activités qui réunit les caractéristiques suivantes :
- des clients spécifiques ;
- des marchés spécifiques ;
- des réseaux de distribution spécifiques ;
- des concurrents spécifiques ;
- des technologies spécifiques ;
- des compétences spécifiques ;
- une structure de coûts spécifique ;

Le DAS est pour une organisation ou une entreprise un sous-ensemble d'activités :
- auquel correspond une chaîne de valeur spécifique,
- qui correspond à une combinaison spécifique de facteurs clés de succès.

À la limite, on peut estimer qu'un DAS pourrait exister en tant qu'organisation autonome.

## Stratégie au niveau de chaque DAS
Sur chaque DAS doit être déployée une des trois stratégies génériques :
- domination par les coûts ;
- différenciation vers le haut (sophistication) ou vers le bas (épuration) ;
- focalisation ou stratégie de niche.